# Diego Demme
Diego Demme (Herford, 21 november 1991) is een Duits–Italiaans voetballer die doorgaans als defensieve middenvelder speelt. Hij tekende in januari 2020 bij Napoli, dat hem overnam van RB Leipzig. Demme debuteerde in 2017 in het Duits voetbalelftal.

## Clubcarrière

### Arminia Bielefeld
Demme begon met voetballen in de jeugdopleiding van Arminia Bielefeld en stroomde in 2010 door naar het eerste elftal, waar hij debuteerde in de 2. Bundesliga. Arminia Bielefeld degradeerde in zijn debuutseizoen naar de 3. Liga, waar Demme ook geen vaste basisplaats kon veroveren. Na 23 competitieduels in twee jaar verliet hij Arminia Bielefeld.

### Paderborn
Demme trok voor zo'n 25.000 euro naar SC Paderborn 07, waar de verdedigende middenvelder in twee jaar in totaal 58 competitiewedstrijden speelde in de 2. Bundesliga.

### RB Leipzig
In januari 2014 trok hij voor een bedrag van 350.000 euro naar RB Leipzig, uitkomend in de 3. Liga. Enkele maanden later promoveerde hij met zijn nieuwe club naar de 2. Bundesliga. Twee seizoenen later bewerkstelligde de club promotie naar de Bundesliga. Op 28 augustus 2016 debuteerde Demme op het allerhoogste niveau in de competitiewedstrijd tegen 1899 Hoffenheim. Op 19 februari 2017 was hij tegen Borussia Mönchengladbach (2-1) voor het eerst captain van RB Leipzig. Op 15 april 2017 scoorde hij zijn eerste goal voor Leipzig tijdens een 4-0 overwinning op SC Freiburg. In die wedstrijd verloor Demme bovendien een tand na een botsing met Nicolas Höfler. In zes seizoenen voor Leipzig kwam hij tot 214 wedstrijden en twee goals.

### Napoli
Op 11 januari 2020 maakte RB Leipzig bekend dat Demme voor het bedrag van ongeveer €12 miljoen vertrok naar Napoli, waar hij een contract tot medio 2024 tekende. Hij maakte zijn eerste goal voor de Italianen op 3 februari, in een 2-4 uitoverwinning op UC Sampdoria.

## Clubstatistieken
| Seizoen | Club              | Competitie    | Competitie | Competitie | Beker | Beker | Internationaal | Internationaal | Overig | Overig | Totaal | Totaal |
| Seizoen | Club              | Competitie    | Wed.       | Dlp.       | Wed.  | Dlp.  | Wed.           | Dlp.           | Wed.   | Dlp.   | Wed.   | Dlp.   |
| ------- | ----------------- | ------------- | ---------- | ---------- | ----- | ----- | -------------- | -------------- | ------ | ------ | ------ | ------ |
| 2010/11 | Arminia Bielefeld | 2. Bundesliga | 10         | 0          | 0     | 0     | 0              | 0              | 0      | 0      | 10     | 0      |
| 2011/12 | Arminia Bielefeld | 3. Liga       | 10         | 0          | 3     | 0     | 0              | 0              | 0      | 0      | 13     | 0      |
| 2011/12 | SC Paderborn      | 2. Bundesliga | 12         | 0          | 0     | 0     | 0              | 0              | 0      | 0      | 12     | 0      |
| 2012/13 | SC Paderborn      | 2. Bundesliga | 29         | 0          | 1     | 0     | 0              | 0              | 0      | 0      | 30     | 0      |
| 2013/14 | SC Paderborn      | 2. Bundesliga | 17         | 0          | 2     | 0     | 0              | 0              | 0      | 0      | 19     | 0      |
| 2013/14 | RB Leipzig        | 3. Liga       | 16         | 0          | 0     | 0     | 0              | 0              | 0      | 0      | 16     | 0      |
| 2014/15 | RB Leipzig        | 2. Bundesliga | 30         | 0          | 3     | 0     | 0              | 0              | 0      | 0      | 33     | 0      |
| 2015/16 | RB Leipzig        | 2. Bundesliga | 28         | 0          | 0     | 0     | 0              | 0              | 0      | 0      | 28     | 0      |
| 2016/17 | RB Leipzig        | Bundesliga    | 32         | 1          | 1     | 0     | 0              | 0              | 0      | 0      | 33     | 1      |
| 2017/18 | RB Leipzig        | Bundesliga    | 30         | 0          | 1     | 0     | 10             | 0              | 0      | 0      | 41     | 0      |
| 2018/19 | RB Leipzig        | Bundesliga    | 26         | 0          | 5     | 0     | 8              | 0              | 0      | 0      | 39     | 0      |
| 2019/20 | RB Leipzig        | Bundesliga    | 17         | 0          | 2     | 0     | 5              | 1              | 0      | 0      | 24     | 1      |
| 2019/20 | Napoli            | Serie A       | 15         | 1          | 5     | 0     | 2              | 0              | 0      | 0      | 22     | 1      |
| 2020/21 | Napoli            | Serie A       | 24         | 2          | 4     | 0     | 6              | 1              | 1      | 0      | 35     | 3      |
| 2021/22 | Napoli            | Serie A       | 19         | 1          | 1     | 0     | 5              | 0              | 0      | 0      | 25     | 1      |
| 2022/23 | Napoli            | Serie A       | 0          | 0          | 0     | 0     | 0              | 0              | 0      | 0      | 0      | 0      |
| Totaal  | Totaal            | Totaal        | 117        | 1          | 8     | 0     | 22             | 0              | 0      | 0      | 147    | 1      |

Bijgewerkt op 5 oktober 2022 

## Interlandcarrière
Demme kwam tot dusver één keer uit voor de nationale ploeg van Duitsland. Onder leiding van bondscoach Joachim Löw maakte hij zijn debuut op zaterdag 10 juni 2017 in de WK-kwalificatiewedstrijd tegen San Marino (7–0). Hij viel in dat duel na 76 minuten in voor aanvoerder Julian Draxler. In juni 2017 nam Demme met Duitsland deel aan de FIFA Confederations Cup 2017, die werd gewonnen door in de finale Chili te verslaan (1–0).

## Erelijst
| Kampioen Serie A | 1× | 2022/23 |
| Coppa Italia     | 1× | 2019/20 |